# Enmore (Somerset)
Pour les articles homonymes, voir Enmore.
Enmore est une paroisse civile et un village du Somerset, en Angleterre.